# Wilhelm Busch
Heinrich Christian Wilhelm Busch (15. dubna 1832, Wiedensahl – 9. ledna 1908, Mechtshausen) byl německý malíř, grafik, ilustrátor, karikaturista a básník-humorista.
Studoval nejdříve techniku, poté krátce malířství v Düsseldorfu a Antverpách, studium však přerušil kvůli onemocnění tyfem. Po vyléčení odešel na nějaký čas do Mnichova, kde se seznámil s tamními umělci a začal se živit publikováním karikatur a komiksů. Jeho nejznámějším dílem je dětská kniha Max a Moritz, obsahující veršované a kresbami ilustrované příběhy dvou chlapců, poprvé souborně vydaná roku 1865. Protože vycházela v časopisech na pokračování, jde o první strip, tj. moderní komiks. V českém vydání byli uličníci přejmenováni na Vít a Véna.
Na přelomu 60. a 70. let Busch pobýval ve Frankfurtu nad Mohanem a věnoval se více klasické malbě. Zbytek života strávil převážně na venkově, ve svém rodišti Wiedensahlu u své sestry Fanny a poté v Mechtshausenu.

## Fotogalerie

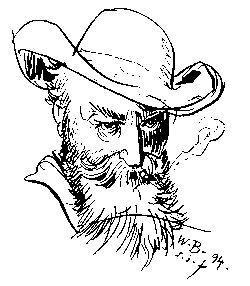
Wilhelm Busch (Autoportrét)
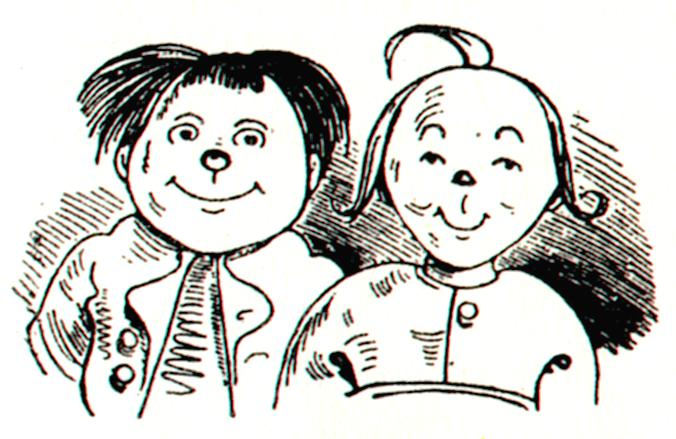
Wilhelm Busch ('Max und Moritz')